# Cantó de Milly-la-Forêt
El cantó de Milly-la-Forêt és un antic cantó francès del departament d'Essonne, que estava situat al districte d'Évry. Comptava amb 12 municipis i el cap era Milly-la-Forêt.
Al 2015 va desaparèixer i el seu territori va passar a formar part del cantó de Mennecy.

## Municipis
- Boigneville
- Buno-Bonnevaux
- Courances
- Courdimanche-sur-Essonne
- Dannemois
- Gironville-sur-Essonne
- Maisse
- Milly-la-Forêt
- Moigny-sur-École
- Oncy-sur-École
- Prunay-sur-Essonne
- Soisy-sur-École

## Història
| Data d'elecció                           | Identitat                  | Partit           | Qualitat |
| ---------------------------------------- | -------------------------- | ---------------- | -------- |
| 1945-1952                                | M. Poiget                  | Divers droite    |          |
| 1952-1985                                | Jean-Louis de Ganay        | Divers droite    |          |
| 1985-                                    | Jean-Jacques Boussaingault | RPR, després UMP |          |
| les dades anteriors no són pas conegudes |                            |                  |          |
|                                          |                            |                  |          |

## Demografia
| A partir de 1990: Població sense dobles comptes |

## Geografia

### Situació
| Tipus d'ocupació        | Percentatge | Superfície (en hectàrees) |
| ----------------------- | ----------- | ------------------------- |
| Espai urbà construït    | 4,93%       | 774,47                    |
| Espai urbà no construït | 2,51%       | 394,15                    |
| Espai rural             | 92,57%      | 14.553,49                 |
| Source : Iaurif         |             |                           |